# Asplenium × chasei
Asplenium × chasei là một loài dương xỉ trong họ Aspleniaceae. Loài này được Viane & Reichst. mô tả khoa học đầu tiên năm 2003.
Danh pháp khoa học của loài này chưa được làm sáng tỏ. 